# امام آمد
امام آمد یکی از تیترهای معروف و ماندگار روزنامه‌های اطلاعات و کیهان است که خبر ورود روح‌الله خمینی نخستین رهبر جمهوری اسلامی به ایران را در تاریخ ۱۲ بهمن سال ۵۷ روایت می‌کند. این تیتر توسط فریدون صدیقی، روزنامه‌نگار باسابقه روزنامه «کیهان» انتخاب شده‌است. صدیقی در خاطرات خود می‌گوید که در روز ورود امام به همراه عکاس خبری به فرودگاه رفت و در آن شلوغی فقط فرصت شد که این گزارش داده شود که «امام آمد»؛ این تیتر باعث شد که تیراژ روزنامه «کیهان» برای نخستین بار به بالای یک میلیون نسخه برسد. . این تیتر همچنین مکمل تیتر قبلی «شاه رفت» بود که خبر خروج محمدرضا پهلوی را در تاریخ ۲۶ دی سال ۵۷ اعلام کرده بود. 